# Aplidiopsis confluata
Aplidiopsis confluata är en sjöpungsart som beskrevs av Kott 1992. Aplidiopsis confluata ingår i släktet Aplidiopsis och familjen klumpsjöpungar. Inga underarter finns listade i Catalogue of Life.